# 주요사실
주요사실(主要事實)이란 권리의 발생, 변경, 소멸이라는 법률효과를 판단하는데 직접 필요한 사실이다. 또한 법률효과를 정하는 법규의 구성요건에 해당하는 사실이다.

## 주요사실과 간접사실 구별기준
판례는 법규기준설이다.

## 판례
- 당사자가 변론에서 주장한 주요사실만이 심판의 대상이 되는 것으로서 여기서 주요 사실이라 함은 법률효과를 발생시키는 실체법상의 구성요건 해당사실을 말한다.[2]
- 소멸시효의 기산일은 채무의 소멸이라고 하는 법률효과 발생의 요건에 해당하는 소멸시효 기간 계산의 시발점으로서 소멸시효 항변의 법률요건을 구성하는 구체적인 사실에 해당하므로 이는 변론주의의 적용 대상이고, 따라서 본래의 소멸시효 기산일과 당사자가 주장하는 기산일이 서로 다른 경우에는 변론주의의 원칙상 법원은 당사자가 주장하는 기산일을 기준으로 소멸시효를 계산하여야 하는데, 이는 당사자가 본래의 기산일보다 뒤의 날짜를 기산일로 하여 주장하는 경우는 물론이고 특별한 사정이 없는 한 그 반대의 경우에 있어서도 마찬가지이다[3].
- 취득시효의 기산점은 법률효과의 판단에 관하여 직접 필요한 주요사실이 아니고 간접사실에 불과하여 법원으로서는 이에 관한 당사자의 주장에 구속되지 아니하고 소송자료에 의하여 진정한 점유의 시기를 인정하여야 하는 것이고 판례는 보고 있다[4]

## 참고 문헌
- <판례평석> 소멸시효의 기산점은 주요사실인지 여부【대법원 1995.8.25. 선고 94다35886 판결】(윤경변호사 법무법인바른 / 민사소송전문변호사 / 부동산경매전문변호사) 보관됨 2016-03-04 - 웨이백 머신

## 같이 보기
- 간접사실
- 요증사실
- 변론주의
- 요건사실론